# Liste des phares des Côtes-d'Armor
| \| Localisation des Côtes-d'Armor en France \| MANCHE Baie de Saint-Brieuc Perros-Guirec Paimpol Saint-Brieuc Dinan Guingamp Lannion Saint-Cast Cap Fréhel Grand Léjon Rosédo Le Paon Bodic La Croix Héaux de Bréhat Ploumanac'h Sept-Îles Triagoz L'Ost-Pic Kerprigent |
| Localisation des Côtes-d'Armor en France |

| Localisation des Côtes-d'Armor en France |

| \| Localisation des Côtes-d'Armor en France \| MANCHE Baie de Saint-Brieuc Perros-Guirec Paimpol Saint-Brieuc Dinan Guingamp Lannion Saint-Cast Cap Fréhel Grand Léjon Rosédo Le Paon Bodic La Croix Héaux de Bréhat Ploumanac'h Sept-Îles Triagoz L'Ost-Pic Kerprigent |
| Localisation des Côtes-d'Armor en France |

| Localisation des Côtes-d'Armor en France |